# لويس غارسيا

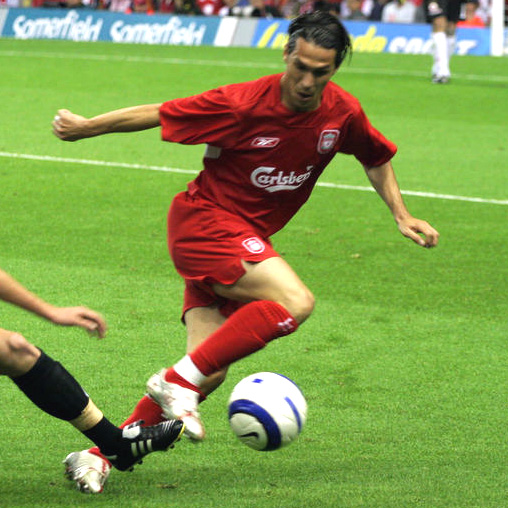
لويس غارسيا

لويس خافيير غارسيا سانز (بالإسبانية: Luis Javier García Sanz)، من مواليد 24 يونيو 1978 في بادالونا في إسبانيا، لاعب كرة قدم إسباني.
بدأ مسيرته الكروية مع رديف برشلونة في عام 1997، ولعب معهم حتى عام 1999، وشارك معهم في 72 مباراة وسجل 25 هدف، وفي عام 1999 انتقل إلى نادي بلد الوليد، ولعب معهم حتى عام 2002، وشارك معهم في 31 مباراة وسجل 7 أهداف، وفي موسم 1999/2000 أعير إلى نادي توليدو، ولعب معهم 17 مباراة وسجل 4 أهداف، وفي موسم 2000/2001 أعير إلى نادي تنريفي، ولعب معهم 40 مباراة وسجل 16 هدف، وفي موسم 2002/2003 انتقل إلى نادي أتلتيكو مدريد، ولعب معهم 30 مباراة وسجل 9 أهداف، وفي موسم 2003/2004 انتقل إلى نادي برشلونة، ولعب معهم 25 مباراة وسجل 3 أهداف. في عام 2004 انتقل إلى نادي ليفربول الإنجليزي ولعب معهم حتى عودته مرة أخرى إلى نادي أتلتيكو مدريد في موسم 2007/08 ولعب 57 مباراة وسجل 32 هدفاً.
حقق مع ليفربول دوري ابطال أوروبا 2005 وحقق أيضا كاس إنجلترا 2006 وكاس السوبر الاوربي 2006
و قد بدأ باللعب مع منتخب إسبانيا لكرة القدم في عام 2005. ويعد من أفضل لاعبي العالم في وقته.

## المسيرة التدريبية
تولى تدريب عدد من الفرق خلال مسيرته وهي : خيتافي ليفانتي بني ياس و فياريال ، والآن هو على راس الجهاز الفني لنادي الشباب السعودي 

## روابط خارجية
- لويس غارسيا على موقع الاتحاد الدولي (مؤرشف)  (الإنجليزية)
- لويس غارسيا على موقع الاتحاد الأوربي (الإنجليزية)
- لويس غارسيا على موقع قاعدة بيانات كرة القدم.إي يو (الإنجليزية)
- لويس غارسيا على موقع بيانات كرة القدم. دي إي (الألمانية)
- لويس غارسيا على موقع ناشيونال فوتبول تيمز (الإنجليزية)
- لويس غارسيا على موقع Soccerbase.com (لاعب) (الإنجليزية)
- لويس غارسيا على موقع Soccerway.com (الإنجليزية)
- لويس غارسيا على موقع عالم كرة القدم.نت (الإنجليزية)
- لويس غارسيا على موقع كووورة